# Lad julen vare længe
Lad julen vare længe er et studiealbum af det danske folk-rock-orkester Lars Lilholts Jule-folkband, der hovedsageligt består af medlemmer fra Lars Lilholt Band. Det udkom den 6. november 2020, og opnåede i uge 51 en andenplads på hitlisten. Albummet indeholder kendte julesange, samt tre sange Lars Lilholt selv har skrevet. Albummets titelsang "Lad julen vare længe", er en genindspilning af en sang Lilholt skrev i 1987. "Julenat i Bethlehem" udkom oprindeligt på opsamlingen Manifest (2013). "Daltons julesang" er tidligere udgivet på Dalton-albummet Tyve ti (2009).
Om Lad julen vare længe har Lilholt udtalt: "De sange vi altid har sunget og spillet, er dem jeg har med på denne plade. Både de smukke alvorlige salmer om Jesus der bliver født som verdens lys, men også de festlige om nisserne. De nisser som har været en del af julefesten her langt mod nord, længe før Harald Blåtand tvang os til at tro på Jesus. De fleste sange er flere hundrede år gamle. Nogle med tekster af Grundtvig og Ingemann. Flere er traditionelle folkemelodier. Otto Brandenburgs Banjomus er fra 1969 og i familie med ”På loftet sidder nissen”. Lille Pers ”Til julebal i Nisseland” lærte jeg, da filmen ”Far til fire i byen” kom til den by jeg boede i som fireårig."

## Spor
| #   | Titel                           | Sangskriver(e)                                 | Længde |
| --- | ------------------------------- | ---------------------------------------------- | ------ |
| 1.  | "Lad julen vare længe"          | Lars Lilholt                                   | 2:48   |
| 2.  | "Julen har bragt velsignet bud" | B.S. Ingemann, C.E.F. Weyse                    | 4:30   |
| 3.  | "Til julebal i Nisseland"       | Victor Skaarup, Sven Gyldmark                  | 4:08   |
| 4.  | "Glade jul"                     | B.S. Ingemann, Franz Xaver Gruber              | 4:05   |
| 5.  | "På loftet sidder nissen"       | Margrethe Munthe, Otto Teich                   | 4:02   |
| 6.  | "Søren Banjomus"                | Otto Brandenburg                               | 3:59   |
| 7.  | "Dejlig er jorden"              | B.S. Ingemann                                  | 4:01   |
| 8.  | "Så går vi den ååen vej"        | Traditionel                                    | 4:01   |
| 9.  | "Julenat i Bethlehem"           | Lilholt                                        | 4:58   |
| 10. | "Højt fra træets grønne top"    | Peter Faber, Emil Hornemann                    | 2:20   |
| 11. | "Et barn er født i Bethlehem"   | N.F.S. Grundtvig                               | 2:20   |
| 12. | "En rose så jeg skyde"          | Thomas Laub, Michael Praetorius                | 2:20   |
| 13. | "Nu er det jul igen"            | Traditionel                                    | 2:20   |
| 14. | "Det kimer nu til julefest"     | N.F.S. Grundtvig, Carl Christian Nicolaj Balle | 2:20   |
| 15. | "Daltons julesang"              | Lilholt                                        | 2:20   |
| 16. | "Dejlig er den himmel blå"      | B.S. Ingemann                                  | 2:20   |

## Hitliste
| Hitliste (2020)        | Højeste placering                    |
| ---------------------- | ------------------------------------ |
| Danmark (Album Top-40) | 3 (Webside ikke længere tilgængelig) |